# Limin Xiang
Limin Xiang (kinesiska: 利民, 利民乡) är en socken i Kina. Den ligger i provinsen Yunnan, i den sydvästra delen av landet, omkring 130 kilometer söder om provinshuvudstaden Kunming. Antalet invånare är 14 227. Befolkningen består av 6 612 kvinnor och 7 615 män. Barn under 15 år utgör 21,0 %, vuxna 15-64 år 70 %, och äldre över 65 år 8,0 %.
Genomsnittlig årsnederbörd är 1 031 millimeter. Den regnigaste månaden är juli, med i genomsnitt 202 mm nederbörd, och den torraste är februari, med 19 mm nederbörd.